# John Bull (parowóz)
John Bull – brytyjska lokomotywa parowa, skonstruowana w fabryce w Newcastle przez Roberta Stephensona. Budowana w wersjach z układem osi Bn2 i 1'Bn2. Pierwszy kurs tej lokomotywy odbył się 15 września 1831. W 1981 został najstarszym działającym parowozem po tym, jak został zrekonstruowany przez Smithsonian Institution. Zbudowany przez Robert Stephenson and Company, John Bull był pierwszą lokomotywą zakupioną przez Camden and Amboy Railroad, do obsługi pierwszej linii kolejowej w New Jersey. John Bull został oznaczony numerem 1 i otrzymał imię „Stevens”. C&A używała lokomotywy w latach 1833–1866, do czasu zakończenia czynnej służby.
Po tym jak C&A zostało przejęte przez Pennsylvania Railroad (PRR) w 1871, PRR odremontowało lokomotywę i pokazało na kilku wystawach: w tym pod parą na Centennial Exposition w 1876 oraz the National Railway Appliance Exhibition w 1883. W 1884 lokomotywa została zakupiona przez Smithsonian Institution jako eksponat do wystawy muzealnej.
W 1939 r. pracownicy warsztatów PRR w Altoona w Pensylwanii zbudowali czynną replikę aby zastąpiła oryginał, który był trzymany w hali ze względu na groźbę zniszczenia przez warunki atmosferyczne. Po 42-letnim okresie bycia wyłącznie wystawą statyczną, Smithsonian zdecydowało się na remont lokomotywy w tym doprowadzenie jej do stanu używalności. W 1981 roku na swoje 150 urodziny John Bull był najstarszą lokomotywą pod parą na świecie. Obecnie John Bull jest znowu eksponatem statycznym, znajduje się w Smithsonian’s National Museum of American History w Waszyngtonie. Replika John Bull znajduje się w Railroad Museum of Pennsylvania.
Charakterystyczne dla lokomotywy było zastosowanie przez konstruktora zestawu dodatkowych przednich kół, mających zwiększyć bezpieczeństwo jazdy i ograniczyć możliwość wykolejenia.

## Budowa i pierwsze kursy

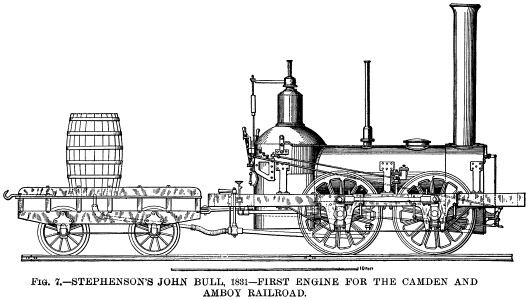
Lokomotywa John Bull

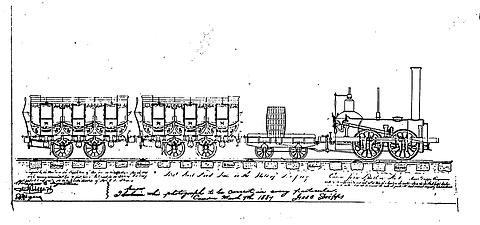

John Bull został zbudowany w Anglii w Newcastle, przez firmę Robert Stephenson and Company na zamówienie Camden and Amboy Railroad (C&A), na potrzeby pierwszej linii kolejowej w New Jersey. Został następnie rozłożony na części i wysłany do Stanów Zjednoczonych na pokładzie Allegheny. Inżynier C&A Isaac Dripps zmontował lokomotywę, mimo braku instrukcji i rysunków technicznych oraz uruchomił lokomotywę we wrześniu 1831. 12 listopada 1831 Robert Stevens (ówczesny prezydent C&A) spłacając polityczne długi zaprosił kilku polityków z New Jersey oraz lokalnych dygnitarzy, w tym siostrzeńca Napoleona księcia Murata, na pokaz lokomotywy oraz trasy. Księżna Catherine Willis Gray, szczyciła się tym, że była pierwszą kobietą, która jechała pociągiem w Ameryce.
Do czasu skończenia budowy linii, lokomotywy stacjonowały na wolnym powietrzu, gdyż lokomotywownia została ukończona dopiero w 1833 roku. C&A nadała numery i nazwy lokomotywom. Pierwsza z nich została oznaczona numerem 1 i dostała oficjalną nazwę Stevens (po pierwszym prezydencie C&A’s Robercie L. Stevensie). Jednakże załogi parowozu nadały mu imię Stary John Bull (the old John Bull), nazwa ta pochodziła od Johna Bulla, personifikacji Anglii w karykaturze. Z czasem nazwa została skrócona do John Bull, a przez to, że była używana znacznie częściej niż Stevens to wkrótce wyparła tę nazwę.
We wrześniu 1836 John Bull wraz z dwoma wagonami została przewieziony kanałem do Harrisburga, stając się pierwszą lokomotywą na tym terenie.

## Przebudowa i pierwsze wystawy
Stephenson zbudował lokomotywę w systemie 0-4-0 (system 0-4-0 w notacji Whyte’a dla parowozów oznacza 2 wiązane osie napędzające oraz brak osi tocznych zarówno przed, jak i za osiami powiązanymi). Moc pociągowa była przenoszona z kotła do kół za pomocą dwóch tłoków znajdujących się pomiędzy osiami. Tłoki były połączenie z korbowodem, który łączył je z tylną osią. Tylne koła zostały połączone z przednimi za pomocą dwóch wiązarów.
Z powodu kiepskiej jakości torowiska w USA w porównaniu do norm obowiązujących w Wielkiej Brytanii, dochodziło do licznych wykolejeń. Z tego względu inżynierowie z C&A dodali z przodu lokomotywy wózek toczny, dodatkowo wózek ten był skrętny co ułatwiało poruszanie się po zakrętach, które były ciaśniejsze niż w Wielkiej Brytanii. Wprowadzenie wózka tocznego spowodowało jednakże konieczność przecięcia wiązarów. Z tego względu napędzane były tylko tylne koła. W wyniku tej przebudowy John Bull stał się lokomotywą w systemie 4-2-0 (2 osie toczne z przodu, 1 oś napędowa, 0 osi tocznych z tyłu). Później C&A dodało również pług zwany („cowcatcher”) na przednim wózku. Cowcatcher służył do zgarniania przeszkód sprzed lokomotywy takich jak zwierzęta, stąd nazwa. W celu zwiększenia komfortu, szczególnie podczas niekorzystnych warunków atmosferycznych załogi lokomotywy wybudowano również kabinę. Dodano również elementy poprawiające bezpieczeństwo takie jak dzwon oraz górną lampę.
Po kilku latach służby jako manewrówka (lokomotywa służąca do składania składów pociągu na stacji) oraz jako grzejka (lokomotywa służąca do ogrzewania wagonów przed przyłączeniem lokomotywy prowadzącej pociąg), John Bull został skreślony z inwentarza Bordentown (New Jersey) w 1866 r. Później John Bull, a w zasadzie jego kocioł służył jako silnik do pompy w tartaku.
C&A została wkrótce wchłonięta przez United New Jersey Railroad and Canals Company (1869), które to w 1871 zostało przejęte przez Pennsylvania Railroad. PRR dostrzegło potencjał w starej lokomotywie, pokazując ją w 1876 na Centennial Exposition w Filadelfii; Warsztaty PRR zregenerowały silnik (poprzez zastąpienie oryginalnych części nowymi lub pochodzącymi z młodszych lokomotyw). Podczas remontu jednak wymieniono komin na prosty (oryginalny był stożkowy) oraz usunięto kabinę. PRR wystawiło w 1883 na National Railway Appliance Exhibition w Chicago, Illinois. W 1885 Smithsonian Institution dokupiło John Bull od PRR.

## Smithsonian Institution i odbudowa lokomotywy
Na wystawie w 1883, Pennsylvania Railroad chciało rozwiązać dwa problemy naraz. W Smithsonian Institution zabytkowa lokomotywa znalazła zarówno miejsce oraz została wyremontowana przez młodych inżynierów, wśród których był J. Elfreth Watkins. Watkins uczestniczył w wypadku w New Jersey na kilka lat przed wystawą. W wyniku wypadku stracił nogę, przez co nie nadawał się do pracy fizycznej przy lokomotywie. PRR zatrudniło go ze względu na doświadczenie jako eksperta na Smithsonian’s new Arts and Industries Building, które zostało otwarte w 1880. Lokomotywa została pokazana po raz pierwszy po remoncie 22 grudnia 1884, w East Hall of the Arts and Industries building.

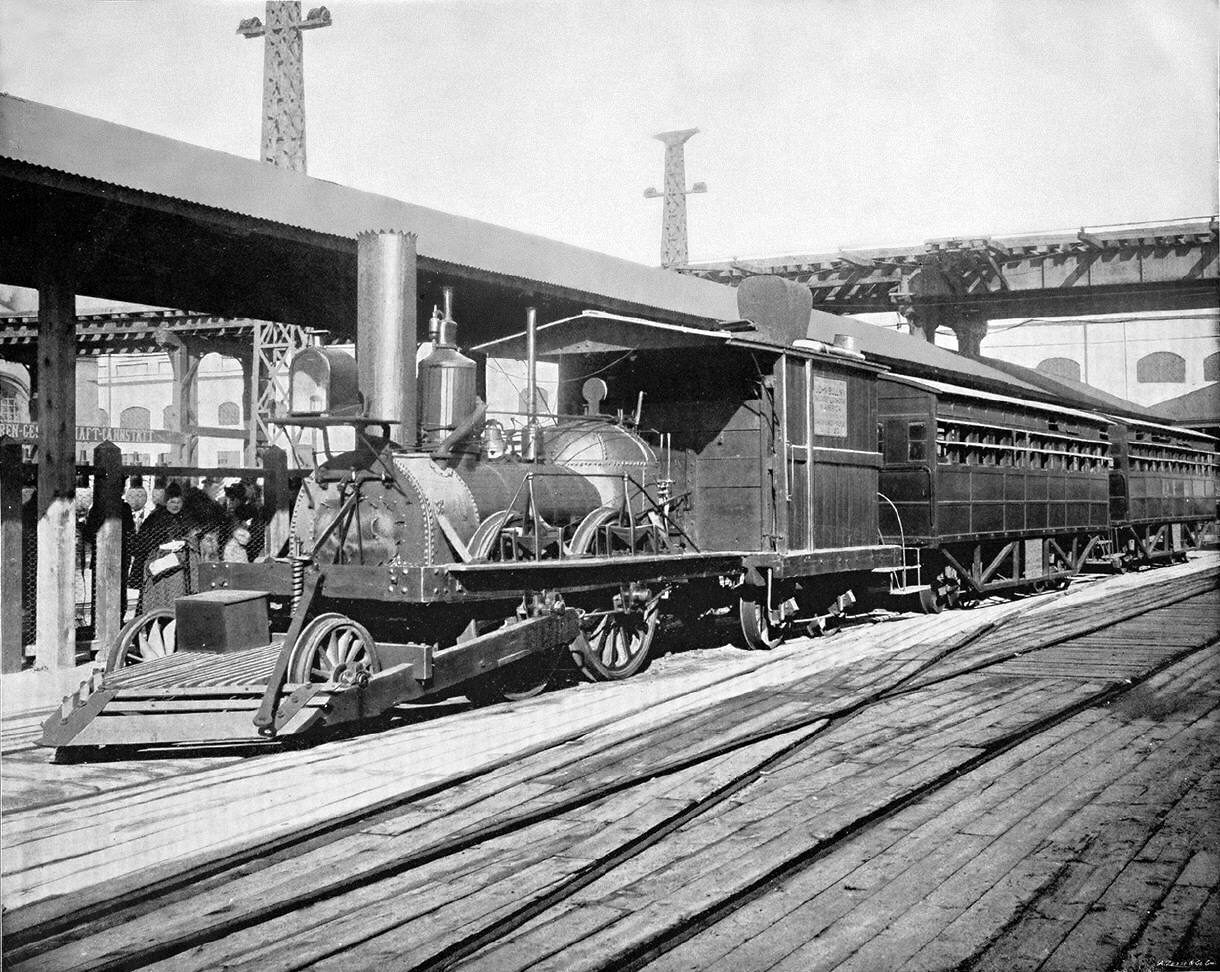
John Bull na World’s Columbian Exposition w 1893

Lokomotywa była wystawiana przez prawie 80 lat, jednakże transport poza muzeum odbywał się bardzo rzadko. Najważniejsza wystawa w tym czasie odbyła się w 1893, gdy lokomotywę przewieziono do Chicago na World’s Columbian Exposition. Pennsylvania Railroad, jak wiele innych kolei chciało pokazać zarówno swoje współczesne, jak i dawne pojazdy. PRR zorganizowało transport lokomotywy i kilku wagonów do Jersey City, New Jersey, lokomotywę przywrócono tam do stanu umożliwiającego jazdę. Lokomotywa przejechała samodzielnie pomiędzy New Jersey a Chicago.
Odbudowa była nadzorowana przez szefa mechaników PRR’s Theodore’a Ely’ego. John Bull ciągnął kilka wagonów osobowych, w którym jechali dygnitarze oraz dziennikarze. Pociąg wyjechał z Filadelfii, z jedną załogą. Podróż, ze względu na nietypowy transport, była nadzorowana przez pilotów, którzy pomogli bezpiecznie przejechać z Filadelfii do Chicago. Pociąg jechał z prędkością 25-30 mil na godzinę (40–48 km/h), pociąg opuścił stację w Pensylwanii 17 kwietnia, dotarł do Chicago 22 kwietnia. W drogę powrotną John Bull udał się 6 grudnia dojeżdżając do Waszyngtonu.
W 1927 r. John Bull ponownie wyjechał poza muzeum. Baltimore and Ohio Railroad organizowało setną rocznicę uruchomienia kolei żelaznej w Baltimore.